# Oratorio della Compagnia della Santa Croce
L'oratorio della Compagnia della Santa Croce si trova a Rivalto, una frazione del comune di Chianni.

## Storia e descrizione
L'edificio è ad unica navata e all'interno mantiene ancora l'aspetto sei-settecentesco, con l'altare in muratura e parte delle decorazioni musive nelle fasce alte delle pareti.
Sull'altare campeggia un bel dipinto, con Maria addolorata e san Giovanni, del XVII secolo, che ingloba una teca in cui si conservava un venerato crocifisso, che venne però trafugato.
In controfacciata sorge la cantoria in legno.